# Guiderkirch
Guiderkirch est un écart de la commune française d'Erching, dans le département de la Moselle.

## Géographie

### Localisation
L'écart se situe à la frontière franco-allemande, sur la Bickenalb.

## Histoire
Le village est une paroisse depuis 1804, passé de l'archiprêtré de Hornbach dans celui de Volmunster en 1802, avec son annexe d'Erching.

### Toponymie
Mentionné en 1150 sous la forme Rudelkirge et Rüdelkirch (c'est-à-dire sans doute l'église de Rudolf), Gudelkirchen ou Guiderkirchen en 1315, Gutterkirch en 1574, Güderkirch en 1755 dans l'Atlas de Bitche et Güderkirich sur la carte de Cassini. 

Güderkirch pendant l'annexion allemande.

## Lieux et monuments
- A quelques centaines de mètres de la frontière allemande, le moulin appelé Schiffersmühle, du nom de l'un de ses propriétaires, est alimenté par un bief dérivé de la Bickenalb passant sous la machinerie. Construit aux frais des époux Sébastien et Catherine Oster, selon une inscription portée sur un linteau de fenêtre remployé, il a été reconstruit vers 1880 avec un parti général semblable au précédent.

### Édifices religieux
- La chapelle Sainte-Anne, construite en 1619 et rétablie en 1714 et en 1829, élevée au-dessus d'une image de sainte Anne, laquelle fait journellement grands miracles, a été longtemps le but d'un grand pèlerinage et d'une foire annuelle, le 26 juillet.
- L'église paroissiale Saint-Maurice, construite sur une terrasse dominant la Bickenalb à l'entrée est de l'écart, est une succursale de Gros-Réderching jusqu'au début du XVIIIe siècle et est reconstruite en 1777. Son vaisseau unique, largement éclairé par de hautes baies en plein cintre, est traditionnel à cette époque, alors que le chœur semi-circulaire, la tour-clocher adossée à la façade nord et la croupe en façade constituent des exceptions. L'emplacement inhabituel de la tour s'explique sans doute par l'existence d'un édifice plus ancien dont elle serait le dernier vestige, mais des restaurations importantes au lendemain de la Seconde Guerre mondiale et la reconstruction partielle de la tour ne permettent pas de confirmer cette hypothèse.